# إينر روبيو
إينر روبيو (بالإسبانية: Einer Rubio)‏ (و. 1998  م) هو دراج كولومبي.

## التصنيف
| السنة     | 2017 | 2018 | 2019 | 2020 | 2021 | 2022 | 2023 | 2024 |
| --------- | ---- | ---- | ---- | ---- | ---- | ---- | ---- | ---- |
| عالمي     | 2618 | 882  | 930  | 1028 | 367  | 267  | 75   | 122  |
| أوروبا    | 1745 | 533  |      |      |      |      |      |      |
| أمريكا    | -    | -    | 114  | 83   | 32   | 20   | 8    | 15   |
|           |      |      |      |      |      |      |      |      |
| مصدر: UCI |      |      |      |      |      |      |      |      |

## سجل الفوز

### سباقات أو مراحل فاز بها
| التاريخ        | السباق                                | المركز                                                                                           |
| -------------- | ------------------------------------- | ------------------------------------------------------------------------------------------------ |
| 23 يونيو 2019  | طواف إيطاليا للدراجات تحت 23 سنة 2019 | الأول في تصنيف الجبال، الثاني في التصنيف العام، الرابع في تصنيف النقاط                           |
| 04 سبتمبر 2020 | كوبي وبارتالي 2020                    | السادس في تصنيف أفضل شاب                                                                         |
| 25 أكتوبر 2020 | طواف إيطاليا 2020                     | العاشر في تصنيف الجبال                                                                           |
| 27 مارس 2021   | كوبي وبارتالي 2021                    | السادس في تصنيف الجبال                                                                           |
| 02 مايو 2021   | فولتا أستورياس 2021                   | الأول في تصنيف أفضل شاب، الخامس في التصنيف العام، الخامس في تصنيف النقاط، السابع في تصنيف الجبال |
| 07 أغسطس 2021  | طواف برغش 2021                        | الأول في تصنيف أفضل شاب، الرابع في تصنيف الجبال، السابع في التصنيف العام                         |
| 13 مارس 2022   | تيرينو أدرياتيكو 2022                 | التاسع في تصنيف أفضل شاب                                                                         |
| 01 مايو 2022   | طواف روماندي 2022                     | العاشر في التصنيف العام، الثالث في تصنيف أفضل شاب، الثامن في تصنيف الجبال                        |
| 28 أغسطس 2022  | دويتشلاند تور 2022                    | السابع في تصنيف أفضل شاب                                                                         |
| 14 سبتمبر 2022 | جيرو دي توسكانا 2022                  | الرابع في التصنيف العام                                                                          |
| 18 أكتوبر 2022 | طواف لانكاوي 2022                     | الخامس في التصنيف العام                                                                          |